# Sigitas Kaktys
Sigitas Kaktys (ur. 15 kwietnia 1956 w miejscowości Puokė w rejonie szkudzkim) – litewski polityk, samorządowiec, lekarz, były minister administracji i poseł na Sejm Republiki Litewskiej.

## Życiorys
Ukończył w 1980 studia w Kowieńskim Uniwersytecie Medycznym. W 1983 w Kijowie uzyskał specjalizację w zakresie ortopedii i traumatologii. Pracował początkowo w Ucianie, a w latach 1981–1995 był zastępcą naczelnego lekarza w Centralnym Szpitalu Rejonu Możejki. Przed 1989 należał do KPZR, w 1993 zaangażował się w działalność Związku Ojczyzny. Od 1990 do 1995 pełnił funkcję zastępcy starosty rejonu możejskiego, następnie przez rok był starostą tego rejonu. W 1996 z ramienia konserwatystów uzyskał mandat posła na Sejm.
W rządzie Rolandasa Paksasa w 1999 przez kilka miesięcy sprawował urząd ministra ds. administracji i reformy samorządowej. W 2000 bez powodzenia kandydował jako niezależny w wyborach parlamentarnych. Przez trzy lata był dyrektorem spółki prawa handlowego "Žemaitijos leidyba". W 2003 powrócił do zawodu ortopedy-traumatologa, został ordynatorem oddziału w szpitalu w Możejkach. W 2008 został zastępcą przewodniczącego Związku Ojczyzny – Litewskich Chrześcijańskich Demokratów w rejonie możejskim. W tym samym roku bez powodzenia z listy TS-LKD próbował powrócić do Sejmu.